# Bernard Stalter
Bernard Stalter, né le 12 mars 1957 à Brumath (Alsace) et mort le 13 avril 2020 à Strasbourg (Grand Est), est un entrepreneur et un homme politique français. 
Chef d’entreprise artisanale de coiffure, il est en outre président de l’Union nationale des entreprises de coiffure (Unec) et président de CMA France, établissement national fédérateur du réseau des chambres de métiers et de l'artisanat. Bernard Stalter est conseiller régional délégué à l’artisanat. Il est élu le 26 septembre 2018 Président de la CNAMS.

## Biographie
Bernard Stalter est né le 12 mars 1957 à Brumath,.
Il effectue son apprentissage dans la coiffure à partir de l'âge de 14 ans. Il obtient son Brevet de Compagnon coiffeur hommes en 1974, celui de coiffeur dames en 1976, et en 1982 il obtient le Brevet Professionnel coiffure mixte. Coiffeur dans l'Armée, sur la base aérienne d'Entzheim (aujourd'hui fermée), Bernard Stalter ouvre par la suite son premier salon de coiffure à Brumath en 1993.
Élu en novembre 2007, Bernard Stalter préside à partir du mois de décembre le Conseil économique et social d'Alsace (CESA), il succède à Jean-Marie Sander qui ne s'est pas représenté, puis démissionne en 2013.
En 2014 il devient président de l’Union nationale des entreprises de coiffure (Unec),.
En 2015, il intègre le Conseil économique, social et environnemental jusqu'en 2018.
Bernard Stalter est président de l'entreprise Beaute Diffusion Events, créée en 2014, dont le chiffre d'affaires en 2015 s'élève à 1 468 397 €. Il est mandataire de plusieurs sociétés dont Sarl la Coiffure, Coiffure Bernard et Agiprim.
Seul candidat, Bernard Stalter est réélu en novembre 2016 président de la Chambre de métiers d'Alsace et du Grand Est,. Il est alors également président de la Siagi (société de caution mutuelle pour les petites entreprises) et président de l’Union des corporations artisanales du Bas-Rhin.
En décembre 2016, il est élu président de CMA France , désigné par 106 voix sur 113, il succède à Alain Griset.
En 2017, la PME familiale qu'il dirige emploie une soixantaine de personnes dans trois salons de coiffure en Alsace.
Bernard Stalter arrive en mai 2017 en Corse, il rend visite à des professionnels touchés par les inondations du mois de novembre 2016. Plusieurs ressortissants de la chambre reçoivent une subvention débloquée par le fonds de calamité géré par CMA France . De passage en Guadeloupe en octobre 2017, il réussit également à débloquer des fonds au profit des entreprises sinistrées par l'ouragan Maria.
En décembre 2017, il est élu à la vice-présidence de l'Union européenne de l'artisanat et des PME (UEAPME).
Bernard Stalter est élu le 26 septembre 2018 à la tête de la Confédération nationale de l’artisanat des métiers de service et de fabrication (CNAMS) lors du congrès de l'organisation. Bernard Stalter succède à Pierre Martin, artisan coiffeur, qui présidait la CNAMS depuis 2009.
Le 20 mars 2020, il annonce sur sa page Facebook avoir été diagnostiqué positif au Covid-19 ; il meurt de cette maladie le 13 avril 2020 à l'âge de 63 ans,.

### Politique
Aux élections municipales de 2014, Bernard Stalter préside le comité de soutien de la candidate UMP Fabienne Keller. Bernard Stalter est conseiller régional (LR) du Grand-Est délégué à l’artisanat. En mars 2016, la majorité de Philippe Richert (LR) à la nouvelle région Alsace-Lorraine-Champagne-Ardenne (ALCA) est accusée de conflit d’intérêts autour de Bernard Stalter.

### Famille
Marié le 31 août 1984 à Agnès (née Lemmel le 21 juin 1963), Bernard Stalter est père d'un enfant, Benjamin, né le 20 août 1988 à Haguenau.

## Distinctions
- 1999 : médaille de bronze de la Reconnaissance Artisanale[19].
- 2003 : prix national de la Dynamique Artisanale[19]
- 2007 :  Chevalier de l'ordre national du Mérite[19]
- 2009 :  Chevalier de la Légion d'honneur[19]
- 2014 : médaille d'Honneur en or de la Chambre de Métiers d'Alsace[19]
- 2016 :  Officier de l'ordre national du Mérite [20]